# Santorini
Santorini (også Thira eller Thera) er en vulkanø i det sydlige Ægæerhav nord for Kreta. Øen Santorini ligger i de græske øer Kykladerne.  Øen er i dag en del af Grækenland. Thera/Thira er det navn på øen, der blev benyttet i oldtiden, og det er samtidig navnet på en oldtidsby på øen, der blev udgravet i 1900-tallet.
Santorini-udbruddet eller det minoiske udbrud af Thera, også kaldt Thera-udbruddet var et katastrofisk vulkansk udbrud med en VEI-skala (Volcanic Explositvity Index) på 7 og en DRE (Magma volumen) på 60 km³, der betegnes som et plinisk udbrud. Alt tyder på at det skete 1640 år f.v.t. Det minoiske udbrud antages at være et af de største vulkanudbrud i verdenshistorien. Udbruddet var så omfattende at det destruerede meget af øen Thera (Santorini) og sammenlignes med udbruddet af Krakatau i 1883.

## Udbruddene
Geologiske fund understøtter at Thera-vulkanen har været i udbrud mange gange, også flere hundrede tusinde år før det minoiske udbrud. I en gentagen proces gik vulkanen i voldsomt udbrud for at kollapse til en caldera. Calderaen blev efterfølgende langsomt fyldt med magma, som så senere voksede til en ny vulkan, der endnu en gang gik i udbrud. Vulkanen er nu en næsten cirkulær caldera med mange små øer, der formede periferien.	

## Vulkanologi
Det minoiske udbrud resulterede i en omkring 30 til 35 km høj askesky, som gik op i stratosfæren. Desuden var den underliggende magma kommet i kontakt med vandet, der lå i midten af calderaen, hvilket resulterede i et voldsomt dampudbrud.
Et andet sted i Middelhavet er der pimpsten, der kan stamme fra Thera-udbruddet. Askelag i kerner boret fra havbunden og fra søer i Tyrkiet viser imidlertid, at de tungeste askefald var mod øst og nordøst for Santorini. Asken fundet på Kreta er nu kendt for at have været fra en præ-minoisk fase af udbruddet, nogle uger eller måneder før de aller kraftigste eruptive faser og ville have haft ringe til ingen indvirkning på øen. Man har hævdet at Santorini-askeopsamlinger er fundet i Nil-deltaet, men det er nu kendt for at være en fejlidentifikation.
Udover at skabe kæmpe skyer af aske, forårsagede udbruddet også en voldsom tsunami, der indirekte kan have ført til sammenbruddet af den minoiske civilisation på Kreta, 110 km mod syd.